# 中国断代史系列
中国断代史系列是上海人民出版社出版的一套断代史系列专著，该套书始编于20世纪50年代，系列书籍涵盖了自中国史前文化至清朝，被称为“断代体裁的完璧之作，跨越世纪的历史巨著”。

## 介绍
这套断代史系列专著，是中国大陆“十五”出版规划重点项目，全套书始编于20世纪50年代，历时50年之久，经数代人之手，2003年由上海人民出版社发行（ISBN 7208045453）。全书共13卷16册，近1000万字。新华社撰文称其和白寿彝主编的《中国通史》皆为是目前中国史学研究学术价值最高的两套通史系列专著。

## 总目
- 中华远古史：王玉哲著
- 殷商史：胡厚宣 胡振宇著
- 西周史 ：杨宽著
- 春秋史：顾德融 朱顺龙著
- 战国史：杨宽著
- 秦汉史：林剑鸣著
- 魏晋南北朝史：王仲荦著
- 隋唐五代史（上、下）：王仲荦著
- 宋史：陈振著
- 辽金西夏史：李锡厚 白滨著
- 元史 ：周良霄 顾菊英著
- 明史（上、下）：南炳文 汤纲著
- 清史（上、下）：李治亭主编